# Arquidiócesis de Kinsasa
La arquidiócesis de Kinsasa (en latín: Archidioecesis Kinshasana y en francés: Archidiocèse de Kinshasa) es una circunscripción eclesiástica de la Iglesia católica en la República Democrática del Congo. Se trata de una arquidiócesis latina, sede metropolitana de la provincia eclesiástica de Kinsasa. Desde el 1 de noviembre de 2018 su arzobispo es el cardenal Fridolin Ambongo Besungu, de la Orden de los Hermanos Menores Capuchinos.

## Territorio y organización

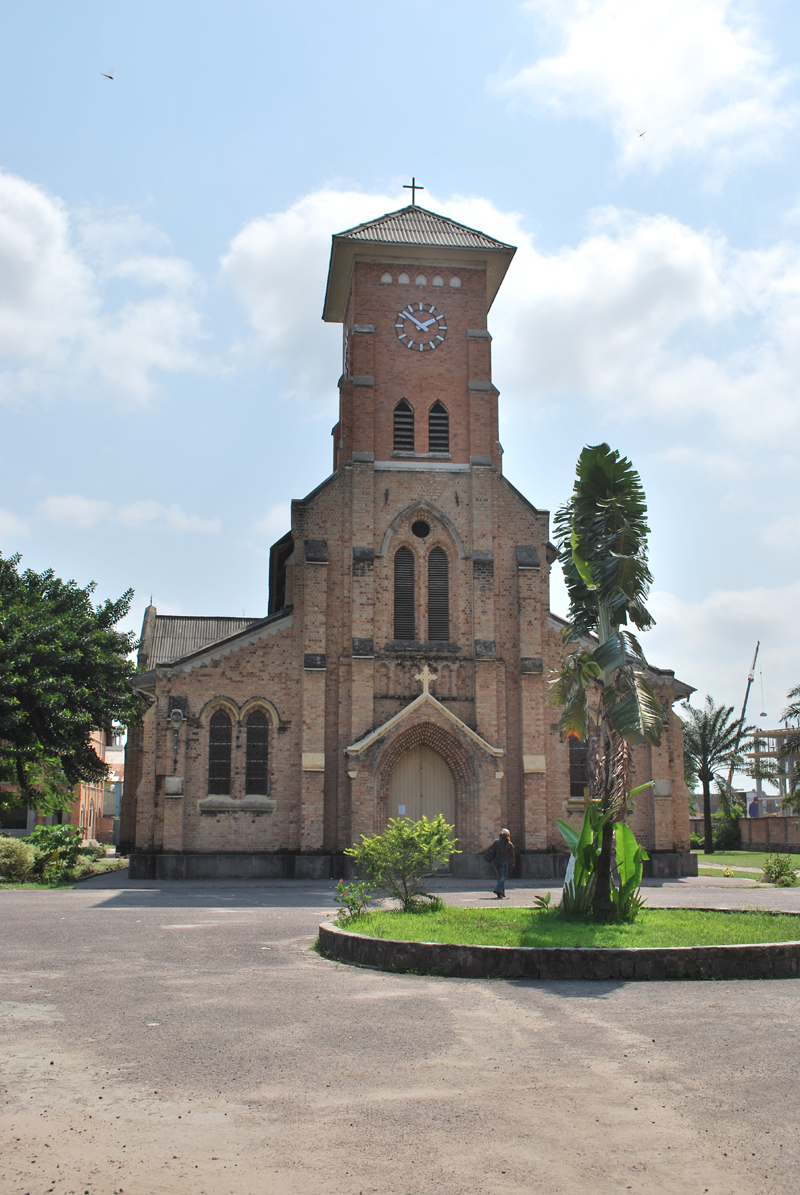
Iglesia de Santa Ana, Kinsasa

La arquidiócesis tiene 8500 km² y extiende su jurisdicción sobre los fieles católicos de rito latino residentes en la mayor parte de la provincia de Kinsasa.
La sede de la arquidiócesis se encuentra en la ciudad de Kinsasa, en donde se halla la Catedral de Nuestra Señora del Congo.
En 2021 en la arquidiócesis existían 160 parroquias.
La arquidiócesis tiene como sufragáneas a las diócesis de: Boma, Idiofa, Inongo, Kenge, Kikwit, Kisantu, Matadi y Popokabaka.

## Historia
La misión sui iuris del Congo Independiente o Belga fue erigida el 22 de noviembre de 1886, tomando su territorio de la prefectura apostólica del Bajo Congo y del vicariato apostólico de las Dos Guineas (hoy arquidiócesis de Libreville).
El 11 de mayo de 1888 la misión sui iuris fue elevada a vicariato apostólico con el breve Quae Catholico nomini del papa León XIII. Incluía todo el territorio del Estado Libre del Congo, a excepción de aquel sujeto al vicariato apostólico del Alto Congo (hoy diócesis de Kalemie-Kirungu).
Posteriormente cedió en reiteradas ocasiones porciones de territorio para la erección de nuevos distritos eclesiásticos:
- la misión sui iuris de Koango (hoy diócesis de Kikwit) el 18 de abril de 1892;
- la prefectura apostólica de Uéllé (hoy diócesis de Buta) el 12 de mayo de 1898;
- la misión sui iuris de Kasai Superior (hoy arquidiócesis de Kananga) el 26 de julio de 1901 mediante decreto de la Congregación de Propaganda Fide;[1]
- la prefectura apostólica de Stanley Falls (hoy arquidiócesis de Kisangani) el 3 de agosto de 1904 mediante el decreto Cum in generalibus de la Propaganda Fide;[2]
- la prefectura apostólica de Katanga (hoy arquidiócesis de Lubumbashi) el 5 de agosto de 1910 mediante el decreto Ut uberes de la Propaganda Fide;[3]
- la prefectura apostólica del Ubanghi Belga (hoy diócesis de Molegbe) el 7 de abril de 1911 mediante el decreto Ut ad regiones de la Propaganda Fide;[4]
- la prefectura apostólica de Matadi (hoy diócesis de Matadi) el 1 de julio de 1911 mediante el decreto Quo spiritualium de la Propaganda Fide.[5]

El 3 de abril de 1919, en virtud del breve Quae Catholico nomini del papa Benedicto XV, cedió otra parte de su territorio para la erección del vicariato apostólico de Nouvelle-Anvers (hoy diócesis de Lisala) y al mismo tiempo asumió el nombre de vicariato apostólico de Leopoldville.
El 27 de abril de 1927, con el breve In hac beati del papa Pío XI, se rediseñaron los límites con la prefectura apostólica de Coquilhatville (hoy arquidiócesis de Mbandaka-Bikoro).
El 3 de enero de 1931 cedió una porción de su territorio para la erección de la misión sui iuris de Bikoro.
El 26 de febrero de 1934 cedió otra porción de su territorio para la erección por el papa Pío XI del vicariato apostólico de Lulua y Central Katanga (hoy diócesis de Kamina, mediante la bula Libenti animo) y la erección del vicariato apostólico de Boma (hoy diócesis de Boma, mediante la bula Maiori catholicae).
El 24 de mayo de 1950 se amplió el vicariato apostólico mediante el decreto Cum ob territorii, adaptando sus límites a los de los distritos administrativos, gracias a la adquisición de pequeñas franjas de territorio pertenecientes a los vicariatos apostólicos de Koango (hoy diócesis de Kikwit), de Kisantu (hoy diócesis de Kisantu) y de Coquilhatville (hoy arquidiócesis de Mbandaka-Bikoro): los límites quedaron así delimitados por el curso del río Likulu desde su confluencia en el río Kasai hasta sus nacimientos, de aquí en línea recta hasta los nacimientos del río Tua y desde allí en línea recta hasta las nacientes del río Dweme hasta el límite entre el vicariato apostólico de Koango y del de Kisantu; desde aquí la frontera continuaba en línea recta hasta la confluencia de los ríos Black y Lumene, luego en línea recta hasta la cabecera del río Didingi y a lo largo del curso de este río, hasta su confluencia con el río Ndjili, luego el frontera siguió una línea recta de este a oeste hacia las fuentes del río Mfuna en la frontera entre el vicariato apostólico de Léopoldville y el vicariato apostólico de Matadi (hoy diócesis); mientras que los límites con el vicariato apostólico de Coquilhatville estaban marcados por una línea que iba desde el punto de coordenadas 1° N° 18°9' E hasta las cabeceras de arroyo Lonkoi, luego hacia el norte hasta la confluencia de los arroyos Pili y Londo y luego corriendo a lo largo de Londo Stream hasta su cabecera y a lo largo de Loole Stream desde su cabecera hasta su confluencia en Greater Lonkoi y Dwali Streams; de allí a lo largo del curso del arroyo Dwali hacia el este hasta su cabecera, y de allí a lo largo de una línea que toca las cabeceras de los arroyos Mokondu, Ipeke y Botifili.
El 14 de junio de 1951 cedió una porción de su territorio para la erección de la prefectura apostólica de Kole (hoy diócesis de Kole) mediante la bula Ad catholicam fidem del papa Pío XII.
El 29 de junio de 1953 cedió otra porción de su territorio para la erección del vicariato apostólico de Inongo (hoy diócesis de Inongo) mediante la bula Uti sollerti del papa Pío XII.
El 10 de noviembre de 1959 el vicariato apostólico fue elevado al rango de arquidiócesis metropolitana con la bula Cum parvulum del papa Juan XXIII.
El 30 de mayo de 1966 asumió su nombre actual.
La arquidiócesis fue visitada por el papa Juan Pablo II en mayo de 1980 y nuevamente en agosto de 1985.

## Estadísticas
Según el Anuario Pontificio 2022 la arquidiócesis tenía a fines de 2021 un total de 7 253 356 fieles bautizados.
| Año                                                                             | Población            | Población  | Población      | Sacerdotes | Sacerdotes    | Sacerdotes    | Bautizados por sacerdote | Diáconos permanentes | Religiosos | Religiosos | Parroquias |
| Año                                                                             | Bautizados católicos | Total      | % de católicos | Total      | Clero secular | Clero regular | Bautizados por sacerdote | Diáconos permanentes | Varones    | Mujeres    | Parroquias |
| ------------------------------------------------------------------------------- | -------------------- | ---------- | -------------- | ---------- | ------------- | ------------- | ------------------------ | -------------------- | ---------- | ---------- | ---------- |
| 1950                                                                            | 116 631              | 481 653    | 24.2           | 114        | 4             | 110           | 1023                     |                      | 169        | 166        |            |
| 1970                                                                            | 560 300              | 1 250 000  | 44.8           | 225        |               | 225           | 2490                     |                      | 322        | 337        | 30         |
| 1980                                                                            | 1 096 000            | 2 030 000  | 54.0           | 234        | 44            | 190           | 4683                     |                      | 325        | 331        | 73         |
| 1988                                                                            | 1 700 000            | 3 400 000  | 50.0           | 325        | 113           | 212           | 5230                     |                      | 498        | 382        | 94         |
| 1998                                                                            | 3 700 000            | 6 000      | 61.7           | 707        | 330           | 377           | 5233                     |                      | 914        | 1271       | 123        |
| 2001                                                                            | 3 900 000            | 6 500 000  | 60.0           | 591        | 354           | 237           | 6598                     |                      | 667        | 1123       | 125        |
| 2002                                                                            | 3 900 000            | 6 500 000  | 60.0           | 639        | 363           | 276           | 6103                     |                      | 764        | 1141       | 125        |
| 2003                                                                            | 3 900 000            | 6 500 000  | 60.0           | 793        | 405           | 388           | 4918                     |                      | 921        | 1206       | 125        |
| 2004                                                                            | 3 500 000            | 7 000      | 50.0           | 991        | 311           | 680           | 331                      |                      | 1139       | 1679       | 125        |
| 2006                                                                            | 3 601 000            | 7 203 000  | 50.0           | 138        | 336           | 702           | 3469                     |                      | 1249       | 1813       | 125        |
| 2013                                                                            | 5 830 000            | 10 516 000 | 55.4           | 1166       | 196           | 970           | 5000                     |                      | 1661       | 1982       | 143        |
| 2016                                                                            | 6 378 000            | 11 323 000 | 56.3           | 1208       | 238           | 970           | 5279                     |                      | 1661       | 1982       | 143        |
| 2019                                                                            | 7 118 000            | 12 940 000 | 55.0           | 1196       | 226           | 970           | 5951                     |                      | 1721       | 1028       | 158        |
| 2021                                                                            | 7 253 356            | 12 256 830 | 59.2           | 682        | 269           | 413           | 10 635                   |                      | 1164       | 543        | 160        |
| Fuente: Catholic-Hierarchy, que a su vez toma los datos del Anuario Pontificio. |                      |            |                |            |               |               |                          |                      |            |            |            |

## Episcopologio
- François Camille Van Ronslé, C.I.C.M. † (5 de junio de 1896-4 de marzo de 1926 renunció)
- Noël de Cleene, C.I.C.M. † (4 de marzo de 1926 por sucesión-20 de julio de 1932 renunció)
- Giorgio Six, C.I.C.M. † (26 de febrero de 1934-24 de noviembre de 1952 falleció)
- Félix Scalais, C.I.C.M. † (29 de junio de 1953-7 de julio de 1964 renunció[nota 2])
- Joseph-Albert Malula † (7 de julio de 1964-14 de junio de 1989 falleció)
- Frédéric Etsou-Nzabi-Bamungwabi, C.I.C.M. † (7 de julio de 1990-6 de enero de 2007 falleció)[nota 3]
- Laurent Monsengwo Pasinya † (6 de diciembre de 2007-1 de noviembre de 2018 retirado)
- Fridolin Ambongo Besungu, O.F.M.Cap., por sucesión el 1 de noviembre de 2018